# Metoda naukowa
Metoda naukowa – sposoby intersubiektywnego poznawania i komunikowania wiedzy, oparte na prawach logiki i prawdopodobieństwa, posługujące się dedukcją i systematyczną indukcją w procesie formułowania, uzasadniania, testowania i korygowania teorii i hipotez. 
Intersubiektywność wiedzy naukowej oznacza jej otwartość na niezależną weryfikację (m.in. poprzez odtwarzalność) oraz na krytykę i sceptycyzm. Rozumowanie indukcyjne obejmuje między innymi: obserwację, pomiar, abstrahowanie i eksperyment – jego szczegółowe techniki są specyficzne dla każdej gałęzi nauki. 
Jako metodę naukową rozumie się całokształt sposobów naukowego docierania do prawdy i pojęciowego przedstawiania jej. Metoda naukowa to ogół czynności i sposobów niezbędnych do rozwiązywania problemów naukowych, do tworzenia prac naukowych i do oceny wyników tych działań.
W jej obrębie mieści się metoda badawcza, rozumiana jako sposób zdobywania materiałów do badań, stanowiących podstawę do opracowania teoretycznego, do rozwiązania problemu naukowego, a w końcu – do napisania dzieła naukowego. 

## Filozofia i socjologia nauki

### Falsyfikacjonizm
Falsyfikacjonizm wyłonił się jako odpowiedź na ruch pozytywizmu logicznego, który był próbą kompletnej logicznej rekonstrukcji nauki od aksjomatycznych podstaw. Przedstawiciele pozytywizmu zmagali się ze znalezieniem uzasadnienia dla stosowania rozumowania indukcyjnego (tzw. problem indukcji), które jest podstawowym narzędziem nauk przyrodniczych i społecznych. Metoda falsyfikacji zaproponowana przez Karla Poppera w pracy Logika odkrycia naukowego częściowo omijała ten problem – opiera się na niezawodnym schemacie wnioskowania modus tollendo tollens (jeśli przewidywanie teorii jest fałszywe, fałszywa jest też teoria). Falsyfikacjonizm zakłada, że teorie naukowe powinny otwarcie stawiać coraz precyzyjniejsze przewidywania, które pozwalają wykonać rozstrzygające testy. Nie usuwa to całkowicie elementu subiektywności w ocenie teorii, ale stanowi jedno z praktycznych kryteriów naukowości i rozwoju hipotez. Popper zwracał też za Alfredem Marshallem uwagę na ważną rolę zasady ceteris paribus („przy pozostałych warunkach równych”), czyli izolowania badanego zjawiska, w metodach naukowych.  
W tym ujęciu teoria opisująca pewien aspekt rzeczywistości, zjawisko czy zdarzenie historyczne, aby móc być uznaną za falsyfikowalną, powinna spełniać następujące kryteria:  
- Jest ujawniana publicznie i w całości; nie zawiera elementów ezoteryki. Z tego powodu takie dziedziny jak magia czy alchemia mają cechy pseudonauki lub protonauki.
- Prowadzi do określonych przewidywań, które można przetestować empirycznie. Im bardziej (relatywnie) precyzyjnie prognozuje wyniki obserwacji lub eksperymentów, tym bardziej jest podatna na falsyfikację. Teoria Prusinera postulowała istnienie czynnika chorobotwórczego nieposiadającego kwasów nukleinowych, a nawet o „czysto chemicznej” naturze odpornego na działanie zabójczych dla żywych organizmów i wirusów warunków, co było odważną, ale precyzyjną propozycją, która sprawdziła się empirycznie.
- Jest relatywnie prosta i spójna. Przykładowo, historyczny rozwój teorii astronomicznych (kolejne postaci teorii geocentrycznej i heliocentrycznej) wiązał się z okresami problemów z dokładnością prognoz lub uwzględnieniem nowych obserwacji. Klasyczna teoria geocentryczna Hipparchosa i Ptolemeusza jest naukowa i nadal mogłaby być stosowana z dużą precyzją do opisu znanych obiektów (ponieważ, w sensie matematycznym, odpowiada szeregom Fouriera), porzucono ją jednak m.in. ze względu na arbitralną, ateoretyczną złożoność i brak możliwości przewidywania położenia nieznanych ciał niebieskich[4].
- Jeśli hipoteza posiada wymienione cechy, dopuszcza efektywnie falsyfikowalność, to znaczy istnieje w jej ramach przewidywany wynik eksperymentu, wyjaśnienie zjawiska lub konsekwencji zdarzenia, który umożliwia rozstrzygnięcie, czy jest błędna. Hipoteza, wedle której Słońce zbudowane jest w całości z węgla, zaś Księżyc z sera, można uznać za teorie naukowe. Dokonano jednak eksperymentów pozwalających je odrzucić (np. analizę spektralną lub loty na Księżyc). Przykładowo zaś, kreacjonizm według którego świat naturalny został zaprojektowany i stworzony w pojedynczym akcie tworzenia przez istotę nadprzyrodzoną w taki sposób, że nie da się go odróżnić od rezultatu teorii ewolucji, jest teorią niefalsyfikowalną, a zatem nienaukową.

O samej naukowości teorii nie decyduje jej zgodność z doświadczeniem. Zgodność jest potrzebna, aby teoria przekonała do siebie naukowców i mogła stać się obowiązująca, natomiast nie jest konieczna dla uznania formy wypowiedzi za naukową: także teorie niezgodne z doświadczeniem lub niemożliwe obecnie do zweryfikowania doświadczalnego bywają przez niektórych nazywane teoriami naukowymi, badanymi i rozwijanymi jako np. alternatywne modele zjawisk poprawnie opisujące jakiś wąski aspekt rzeczywistości, hipotezy robocze, albo wręcz jako abstrakcyjne twory umożliwiające analizę sposobu rozwiązywania pewnych problemów (np. teoria flogistonu, dynamika Newtonowska, model cieczy idealnej, teoria obliczeń kwantowych itp.).
W ramach poglądów związanych z falsyfikowalnością nie ma mowy o ocenie etycznej czy wartościowaniu poglądów sklasyfikowanych jako naukowe lub nie. W myśl tej metodologii twierdzenie jakoby myślenie każdej osoby ludzkiej było dokonywane przez krasnoludka zamieszkującego w naszej głowie, jest traktowane jako hipoteza naukowa: wystarczy otworzyć czaszkę i przekonamy się, że jest ona nieprawdziwa. Natomiast pogląd jakoby każde działanie człowieka było określone przez wymykające się dokładnemu poznaniu nieświadome mechanizmy nie może być uważany za naukowe, dopóki ktoś nie poda eksperymentu umożliwiającego sfalsyfikowanie takiego przekonania.

#### Teoria „dobrego paradygmatu”
Kontynuatorzy Poppera, Thomas Kuhn i Imre Lakatos rozwinęli stawiane już przez niego spostrzeżenie, że pojedyncze eksperymenty falsyfikujące nie powodują, że większość naukowców rezygnuje natychmiast z danej teorii – i jest to często rozsądne: błąd może leżeć w eksperymencie, a teoria może być nadal najlepsza spośród alternatyw. Zauważyli też, że właściwie każdą teorię da się tak zmodyfikować, aby pozornie falsyfikujący ją eksperyment jakoś jednak z nią pogodzić.
Lakatos wymyślił więc nowe pojęcie, w większym stopniu uwzględniające społeczny wymiar metod naukowych – tak zwanego programu badawczego. Program badawczy tworzy zbiór teorii podstawowych (twardy rdzeń programu), odpowiadających zaproponowanemu przez Kuhna pojęciu paradygmatu. Na ich bazie buduje się teorie szczegółowe. Teorie szczegółowe są testowane i budowane według zasad zauważonych przez Kanta i Poppera, a więc są zwykle albo weryfikowalne, albo falsyfikowalne, i mogą podlegać bardziej dynamicznemu rozwojowi. Ogólny paradygmat jest, według tego ujęcia, częścią wiedzy która zmienia się mniej dynamicznie; jeśli jakieś szczegółowe elementy wydają się chwilowo szwankować, badacze mogą go chronić tworząc teorie szczegółowe, które jakoś wyjaśniają nowe fakty w ramach starego paradygmatu. Lakatos zauważył, że z logicznego punktu widzenia zawsze można stworzyć teorię szczegółową, która „uratuje” teorię ogólną. Programy badawcze, które napotykają wiele trudności, nazwał „degenerującymi”, natomiast rozwijające się bez konieczności poprawek – „progresywnymi”. Porzucanie degenerujących programów na rzecz progresywnych alternatyw jest procesem społecznym.
Naukowy paradygmat powinien spełniać szereg kryteriów: musi być spójny logicznie, jak najprostszy pojęciowo (nie powinien zawierać pojęć zbędnych – brzytwa Ockhama) i musi być kreatywny – to znaczy na jego podstawie powinno dać się budować falsyfikowalne i weryfikowalne teorie, które dobrze tłumaczyłyby znane fakty empiryczne. Paradygmat naukowy nie jest akceptowany bezwarunkowo – zawsze można próbować go „podgryzać”, jeśli zaś pojawi się program powszechnie uznany za lepszy i bardziej kreatywny niż poprzedni, to go stopniowo zastępuje. Odróżnia to wyraźnie poprawny paradygmat nauki od np. wierzeń religijnych. W sumie według modelu Lakatosa – nauka to poprawnie skonstruowany paradygmat oraz potwierdzone eksperymentalnie teorie szczegółowe.

### Anarchizm metodologiczny
Według Feyerabenda, nie istnieje ani nie powinna istnieć jedna słuszna metoda naukowa. Posługując się przykładami historycznymi wskazuje, że przełomy w nauce nie zachodziły według, ale wbrew zasadom popperyzmu lub innych podejść. Jego zdaniem, bezwarunkowe trzymanie się jakiejkolwiek ogólnej metodologii było złe dla rozwoju nauki. 

### Model działalności naukowej
Tradycyjnie, niezależnie od rozmaitych kwestii filozoficznych i społecznych, zazwyczaj przyjmuje się, że wyniki badań naukowych przechodzą po ich publikacji proces krytyki i oceny ze strony środowiska naukowego. Nauka jest w istocie procesem społecznym, w którym jedni naukowcy stale przyglądają się sceptycznie wynikom pracy innych naukowców i akceptują je lub odrzucają na podstawie obiektywnych kryteriów.
Proces ten odbywa się zazwyczaj poprzez publikowanie wyników prac w czasopismach naukowych. Zazwyczaj, zanim publikacja jest w ogóle przyjęta do druku, jest ona anonimowo recenzowana przez co najmniej dwie osoby zajmujące się tą samą dziedziną badań i może się ukazać dopiero po pozytywnej opinii recenzentów.
Publikacja naukowa może być później komentowana, krytykowana i oceniana przez innych badaczy, którzy, jeśli uznają, że zawarte w niej informacje nie są wiarygodne, mogą publikować wyniki swoich badań, które stoją w opozycji do kontrowersyjnej pracy.
Duży wpływ na kierunek prac naukowych mają też konferencje naukowe, na których toczą się oficjalne i nieoficjalne dyskusje pomiędzy naukowcami. Konferencje prowadzą do zintegrowania środowiska naukowego.